# Station indépendante
Une station indépendante est une dans le domaine de la télévision un terme utilisé pour décrire une station de télévision au Canada ou aux États-Unis qui n'est affiliée à aucun réseau de télévision.